# قومقيشلاق
قومقيشلاق هي بلدة في مقاطعة شهرسبز في ولاية قشقداريا في أوزبكستان.